# كلية الاتحاد (كنتاكي)
كلية الاتحاد (بالإنجليزية: Union College)‏؛ كلية خاصة تقع في مدينة باربورفيل في ولاية كنتاكي الأمريكية. تأسست في عام 1879، وهي تابعة للكنيسة الميثودية المتحدة. يمثل طلاب الاتحاد الجامعي البالغ عددهم 825 طالبًا 27 ولاية و 9 دول. يقع الحرم الجامعي في جنوب شرق ولاية كنتاكي. ما يقرب من 44 % من الطلاب يعيشون في ثلاث قاعات سكنية وشقق في الحرم الجامعي. وتُعرف فرق الاتحاد باسم البلدغ والليدي بلدغ. تقدم الكلية 21 رياضة متنوعة وهي عضو في الجمعية الوطنية لألعاب القوى بين الكليات (NAIA).

## أكاديميون
تقدم كلية الاتحاد درجات البكالوريوس في الآداب وبكالوريوس العلوم. كما تقدم الكلية أيضا ماجستير في علم النفس والتعليم. تشمل البرامج الجديدة على ماجستير في إدارة الأعمال، وماجستير العلوم في الإدارة، وماجستير العلوم في الإدارة الرياضية.
تعمل الكلية على تقويم فصلين دراسيين بدورة انتقالية وفصلين صيفيين، حيث يجب على الطلاب إكمال ما مجموعه 120 ساعة فصل دراسي بنجاح للحصول على درجة البكالوريوس، بما في ذلك 35 ساعة من الفصول الأساسية المطلوبة من الأقسام الرئيسية الأربعة للدراسة.

### الدراسة في الخارج
تندرج الكلية كعضو متعاون في معهد كنتاكي للدراسات الدولية (KIIS). كما أنها تنضم إلى عدد من الكليات والجامعات الأخرى في كنتاكي لتوفير فرص الدراسة الصيفية في عشرة مواقع مختلفة. تعد البرامج التعليمية في الأرجنتين وفرنسا وإسبانيا والمكسيك وألمانيا والنمسا وإيطاليا والإكوادور مفتوحة لجميع طلاب الكلية.

## التسهيلات الأكاديمية
تمتلك الكلية مكتبة تحوي على أكثر من 160 ألف كتاب ودوريات ووثائق حكومية ومواد إعلامية ومراجع عبر الإنترنت وقواعد بيانات كاملة النص. وظائف المكتبة. تحتوي الكلية أيضًا على مجموعة متنوعة من أجهزة الكمبيوتر في متناول الطلاب.
يقدم مركز الموارد الأكاديمية (ARC) خدمات مجانية لطلاب الكلية في العديد من مجالات الدعم الأكاديمي. كما أن التدريس الفردي متاح في مجموعة متنوعة من المجالات. يمكن للطلاب العمل مع مدرس لمراجعة الفصول أو تحديث مهارات الدراسة أو الاستعداد للاختبارات المهنية مثل GMAT و LSAT و MCAT و GRE و NTE.
يحضر الطلاب جلسات الدراسة الجماعية التي تعقد على الأقل ثلاث مرات في الأسبوع مع قائد طلابي تفوق في تلك الدورة المحددة. يقوم قادة SI بصياغة استراتيجيات دراسة جيدة ويشجعون التعلم التعاوني.

## مساعدة مالية
في السنة المالية 2014 - 2015، تلقى 96٪ من طلاب المرحلة الجامعية في الكلية مساعدة مالية. إذ يتوجب على الطلاب الراغبين في الحصول على مساعدة مالية تقديم طلب مجاني. تصل قيمة المنح الدراسية الأكاديمية غير القائمة على الحاجة إلى 1000 دولار مع تحمل الرسوم الدراسية كاملة.

## هيئة التدريس
عدد أعضاء هيئة التدريس يبلغ 104 عضو، ونسبة الطلاب إلى أعضاء هيئة التدريس هي 1,16.

## ألعاب القوى
تُعرف فرق الرجال والنساء في الكلية باسم بلدغ. وهي عضو في الرابطة الوطنية لألعاب القوى بين الكليات (NAIA)، تتنافس في المقام الأول في رابطة أبالاتشي الرياضي (AAC)، بينما تتنافس في رابطة منتصف الجنوب لكرة القدم.
تشمل الرياضات الرجالية البيسبول، كرة السلة، البولينج، اختراق الضاحية، كرة القدم، الجولف، التنس، السباحة. بينما تضم الرياضات النسائية كرة السلة والبولينج والغولف وكرة القدم والسباحة والتنس والسباق والكرة الطائرة. في حين تشمل الرياضة المختلطة، التشجيع وركوب الدراجات والرقص. كما تختلف الرياضات الداخلية وفقًا لطلب الطالب.
أكملت الكلية مؤخرًا ملاعب تنس جديدة، وملعب كرة قدم، وجددت ملاعب البيسبول وكرة القدم.
كما فازت كرة السلة للرجال في الكلية مؤخرًا بأول لقب وطني في الدرجة الثانية من NAIA في موسم 2016 - 2017.

## المنظمات الطلابية غير رياضية
هناك 23 منظمة طلابية غير رياضية مسجلة تشمل ما يلي:
- المجموعات الأكاديمية
- المجموعات الأدبية
- مجموعات الطلاب من الأقليات
- الجماعات الدينية
- مجموعات الغناء
- مجموعة الخدمات الاجتماعية
- اتحاد الطلاب
- برنامج المسرح
- نادي الآبالاش البرية

## الخريجون المتميزون
- ليندسي ديفيس، الأسقف الأمريكي للكنيسة الميثودية المتحدة
- فليم د. سامبسون، الحاكم الثاني والأربعون لولاية كنتاكي
- الدكتور فيليب ألين شارب، الذي كان مشاركًا في الحصول على جائزة نوبل في الطب لعام 1993.
- ديريك سميث، لاعب كرة قدم أمريكي يلعب حاليًا مع سينسيناتي كينغز في رابطة تطوير الدوري الأمريكي الممتاز.
- وليام أ. ستانفيل، عضو مجلس الشيوخ الأمريكي عن ولاية كنتاكي
- أرموند سميث، وهو حاليًا وكيل مجاني

## روابط خارجية
- الموقع الرسمي
- الموقع الرسمي لألعاب القوى